# Belyta elongator
Belyta elongator är en stekelart som först beskrevs av Zetterstedt 1840.  Belyta elongator ingår i släktet Belyta, och familjen hyllhornsteklar. Arten är reproducerande i Sverige.